# Palacio de los duques de Borgoña
El palacio de los duques y de los estados de Borgoña (del francés: palais des ducs et des états de Bourgogne) es un destacado complejo arquitectónico sede de los soberanos del Estado borgoñón, los duques de Borgoña, localizado en Dijon, en el departamento de Côte-d'Or. Este conjunto, en un notable estado de conservación, testimonia casi un milenio de la vida política en Dijon y consta de varias partes superpuestas: la más antigua es el palacio ducal de los siglos XIV y XV, de estilo gótico, que comprende incluso una residencia (claramente visible desde la plaza de los Duques), las cocinas ducales (en el patio de Bar) y dos torres: la torre de la terraza, o torre Felipe el Bueno y la torre de Bar. La mayoría de los edificios visibles hoy en día, sin embargo, fueron construido en el siglo XVII y sobre todo, en el XVIII, en un estilo clásico, con el dibujo de la plaza real, hoy plaza de la Liberación, cuando el palacio pasó a ser la residencia real y albergó los estados de Borgoña. Por último, la fachada del museo de Bellas Artes, en la plaza de la Sainte-Chapelle, fue erigida en el siglo XIX en el lugar que antes ocupaba la Sainte-Chapelle de Dijon destruida en 1802.
Clasificado como un monumento histórico por la lista en 1862 y por orden de 1926,
El conjunto ahora alberga el Ayuntamiento de Dijon y el museo de Bellas Artes de Dijon.

## Historia del palacio de los duques y de los estados de Borgoña
El ducado de Borgoña se fundó en el siglo IX, hacia el 880, a partir del reino de Borgoña, por los reyes carolingios Luis III y Carlomán II y los miembros principescos de su familia que se dividieron el Imperio carolingio de Carlomagno que heredaron reorganizando todos los reinos carolingios de Francia en ducados y condados feudales vasallos del rey de Francia.
Ricardo II de Borgoña (llamado Ricardo el Justiciero) fue nombrado marqués y después primer duque de Borgoña y uno de los seis pares laicos primitivos de Francia por su soberano el rey Luis III de Francia (véase la lista de los duques de Borgoña).

## Las residencias de Monseñor en Dijon

### Situación
El actual palacio de los duques de Borgoña no fue hasta el siglo IX más que un simple castillo ducal, del que no se sabe casi nada, adosado a los muros del castrum del siglo III (fuerte o plaza fortificada galo-romana) en el corazón de Dijon.

### La residencia principesca

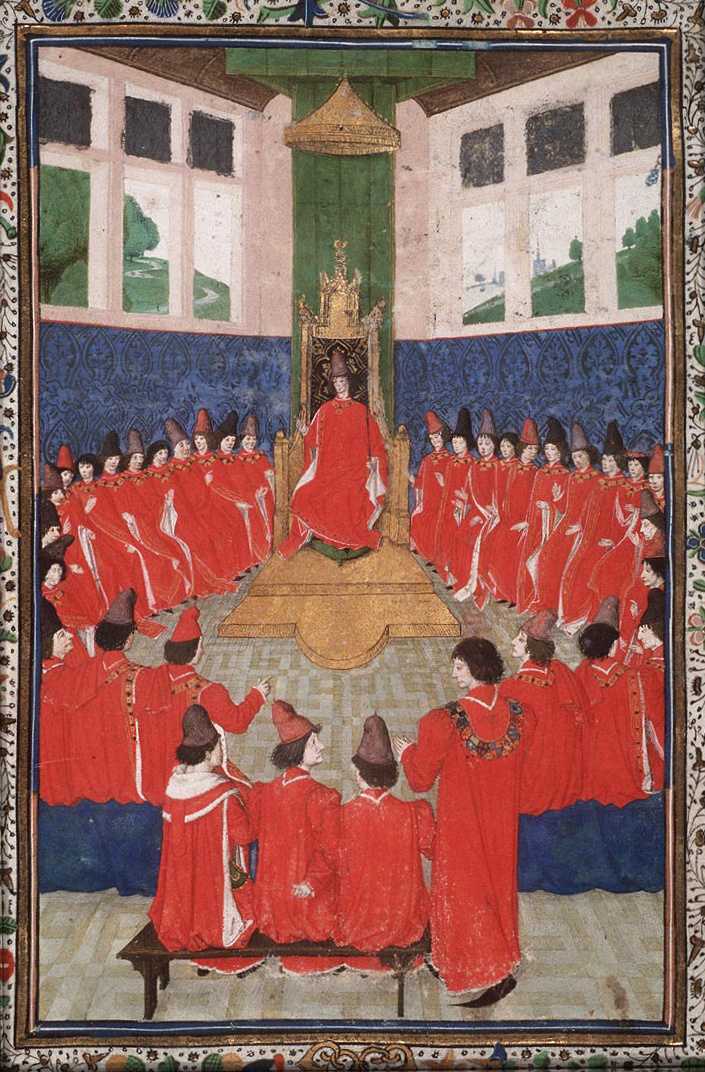
Asamblea de la Orden del Toisón de Oro, presidida por Carlos el Temerario en 1473 en Valenciennes en 1473

El suntuoso palacio de los duques de Borgoña fue completamente reconstruido a partir de 1365 y a partir del antiguo castillo ducal con la torre de Bar en el corazón de Dijon, capital del ducado de Borgoña y de los Países Bajos borgoñones, para el primer duque de Borgoña de la casa de los Capetos de Valois, el príncipe y duque Felipe II de Borgoña, llamado Felipe el Atrevido, hijo del rey Juan II de Francia y sus tres sucesores, Juan sin Miedo, Felipe el Bueno: fachada flamígera, residencia ducal de 1448 a 1455, gran salón de festines y cocina ducal de 30 cocineros en 1433.
Algunos elementos principales del edificio de los duques de Borgoña son puestos en valor.

#### La Torre de Bar (1365-1370)
Felipe el Atrevido emprendió la renovación del palacio de los duques capetos desde su llegada a Dijon, e hizo construir la Torre Neuve (1365) por Belin Comblanchien. Esta torre residencial de tres pisos estaba provista de amplias salas equipadas con grandes chimeneas. La planta baja con bóvedas de claves esculpidas, servía como sala capitular para la Sainte-Chapelle. También sirvió como prisión del rey Renato de Anjou, duque de Bar y de Lorena. El rey Renato fue capturado por Antoine de Toulongeon en la batalla de Bulgnéville, el 21 de julio de 1431. Fue retenido por Felipe el Bueno hasta el 1 de mayo de 1432. Después de haber dejado a sus dos jóvenes hijos como rehenes en Dijon durante su excarcelamiento, se reconstituyó en prisionero en 1435, y se convirtió en duque de Anjou, conde de Provenza, rey de Nápoles y Sicilia, permaneció hasta el 8 de noviembre de 1436 en el segundo piso de esta torre, que luego tomó el nombre de Torre de Bar.

#### La Sainte Chapelle

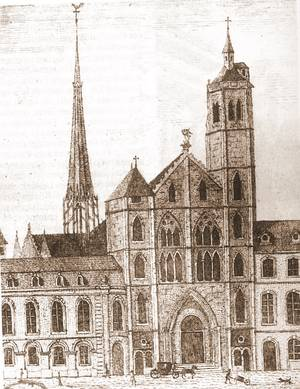
La Sainte Chapelle

El ala oriental estaba formado por la capilla privada de los príncipes de Borgoña, la Sainte-Chapelle, nombrada así cuando Felipe el Bueno deposita en ella en 1454, la hostia milagrosa que representa la imagen del Cristo ensangrentado, presente del papa Eugenio IV. La fachada de la capilla fue decorada por el taller de Claus Sluter, que realizó un San Juan Evangelista en piedra del Asnières  de 2,60 m de altura, un reloj y un escudo con las armas de Borgoña, cuya pintura fue confiada al maestro  Arnoul Picornet.
La Sainte-Chapelle en Dijon se convirtió por decisión de Felipe el Bueno en Rethel en enero de 1432, en el «lieu, chapitre et collège» [lugar, capítulo y universidad] de la orden del Toisón de Oro. Organizó allí el capítulo de 1433 y fundó una misa diaria solemne dicha por un capítulo de veinticuatro canónigos, el mismo número que los caballeros de la Orden. Esta misa no dejará de celebrarse hasta 1789. A la muerte de Carlos el Temerario en 1477, su hija María de Borgoña aportó la Orden a su esposo Maximiliano de Austria, y la Capilla de la Orden se transfirió al Antiguo Palacio de Coudenberg en Bruselas. En 1794, el conjunto del Tesoro de la Orden se conservó en la sala del Tesoro, la Schatzkammer de Viena.
La Sainte-Chapelle fue destruida en 1802 para construir el teatro.

#### La sala de los Guardias, gran salón del palacio de Felipe el Bueno (1450-1455)

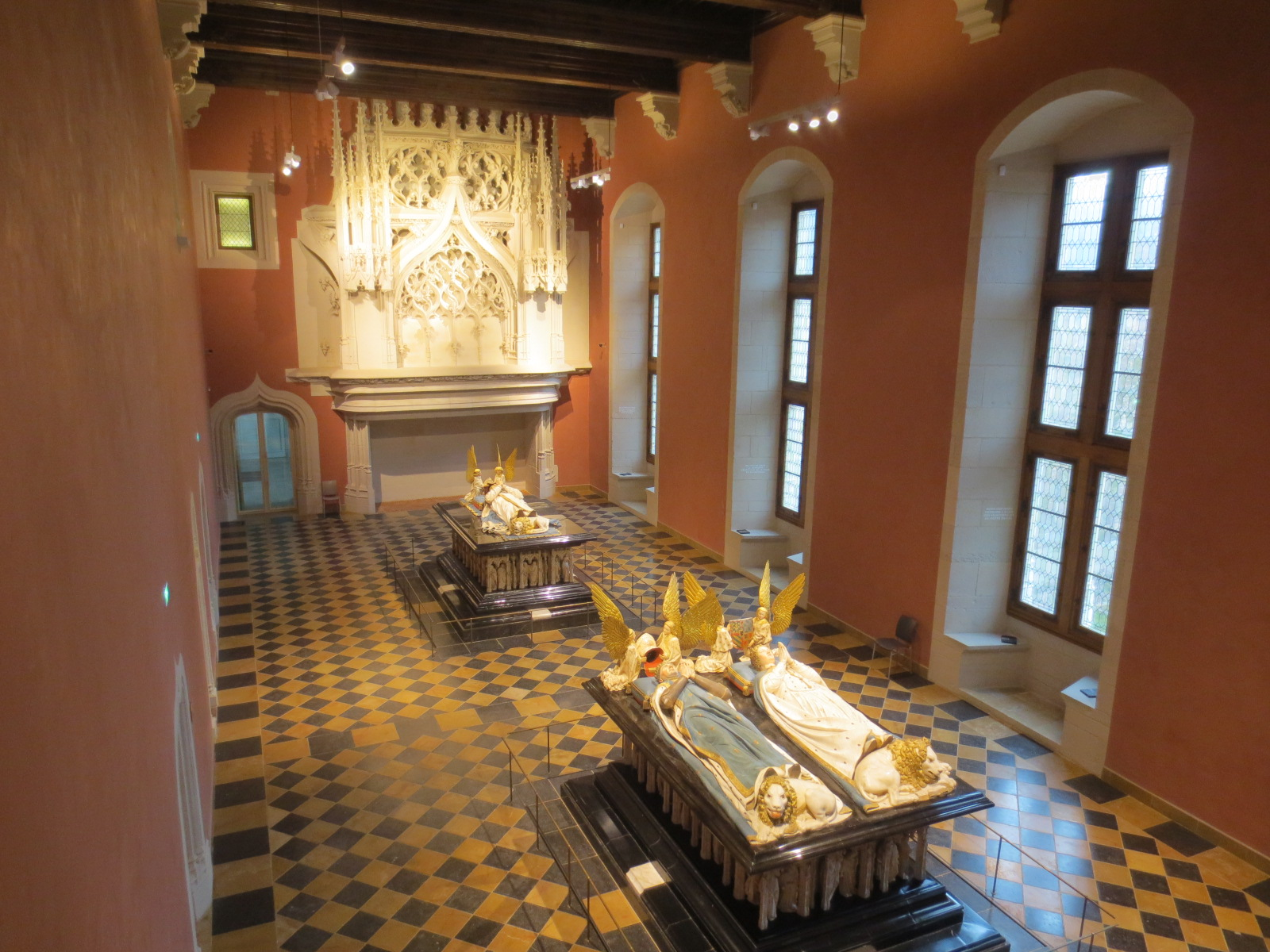
Sala de los Guardias, de Jean Poncelet, con las tumbas de los duques de Borgoña

El gran salón del palacio, llamado salle des gardes [sala de los guardias] desde el siglo XVIII, se encuentra en el primer piso de la residencia ducal. Tiene de 18 m de largo, 9 m de ancho y 9 m de altura. Fue el marco de las grandes fiestas de la corte borgoñona. Cuenta con una tribuna para los músicos y una chimenea monumental cubierta con una campana vertical con tracería flamígera hecha por Jean Dangers en 1504, tras el incendio que destruyó el palacio en 1503. La sala fue reconstruida para la visita del rey Enrique II en 1548 y se comunica con la torre de Bar y los apartamentos de la primera planta.

#### La Torre Felipe el Bueno (1450-1455)

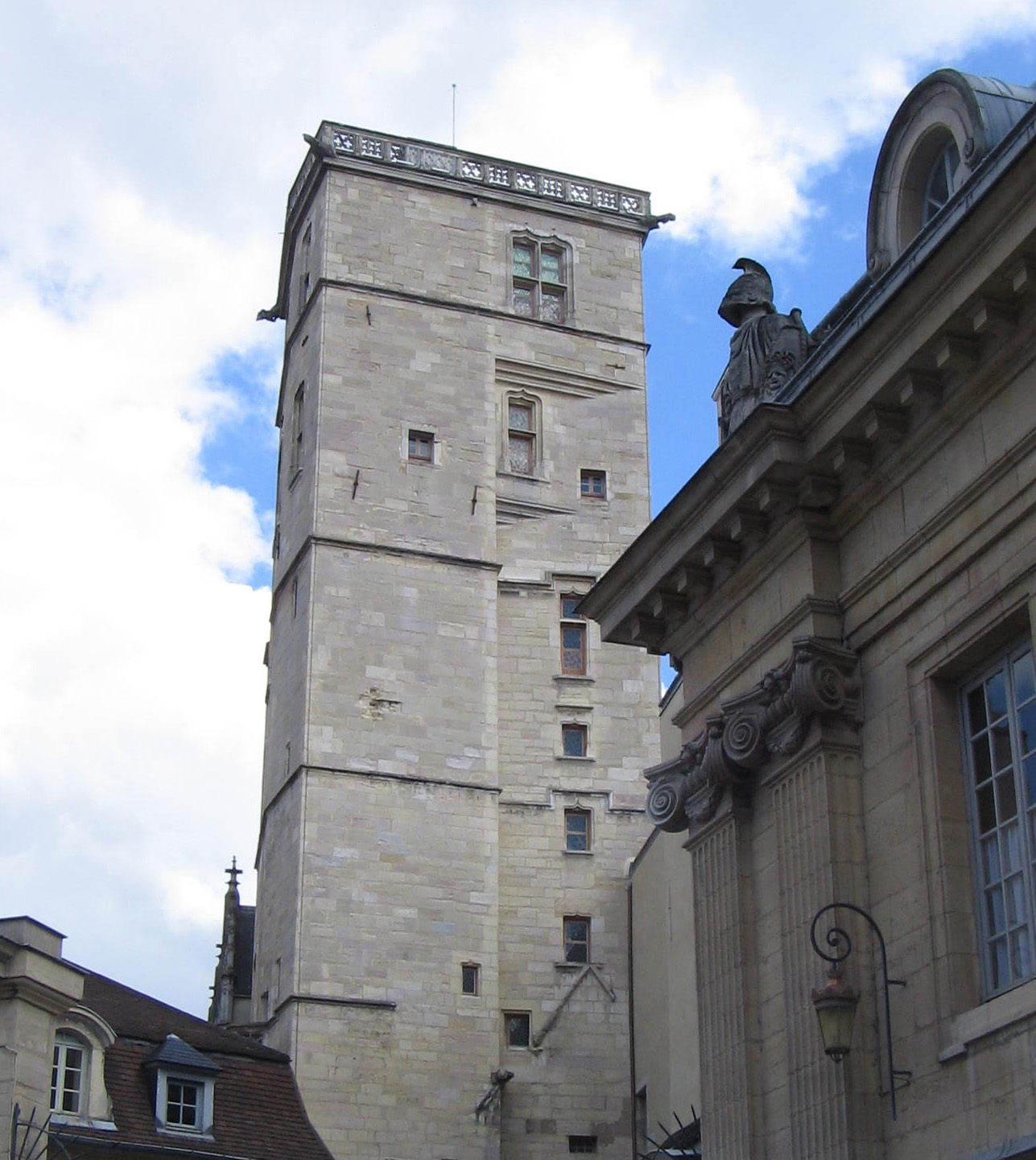
Torre Felipe el Bueno, de Jean Poncelet (1450-1455)

Originalmente llamada la torre de la terraza, esta torre, de 46 m de altura, aún domina hoy día todo el centro de la ciudad de Dijon. Representa la autoridad ducal de Felipe el Bueno, que la hizo construir hacia 1460. Tiene la forma de un trapecio ligeramente curvado en su fachada norte. Las últimas plantas tienen voladizos y ventanas y están acondicionadas como apartamento. El piso superior, en particular, está muy ordenado, con una gran chimenea monumental y hermosas ventanas. La escalera está ricamente decorada con motivos de rama de vid, hojas de acanto, caracoles y los emblemas del duque, briquet et le silex [sable y pedernal]. El conjunto termina en una columna helicoidal decorada con finas nervaduras en una bóveda de crucería.

#### Las cocinas ducales (1430-1435)
Las cocinas fueron reconstruidas por Felipe el Bueno, en 1433. Se trata de una gran sala cuadrada de 12 m, cuyos tres frentes son inmensas chimeneas dobles, soportadas por ocho columnas. Los humos son evacuados por los muros en ojiva dando una clave a la vista. La cuarta pared se abre con grandes ventanales. La cocina se extendía en otro edificio que reagrupaba las despensas, la panadería, la pastelería y un patio con un pozo, aún en su lugar. Esta parte fue destruida en 1853, pero da una idea de la importancia central de las cocinas en la voluntad de los duques de organizar grandes festines y celebraciones majestuosas en el palacio.

Los duques de Borgoña soberanos del Estado borgoñón
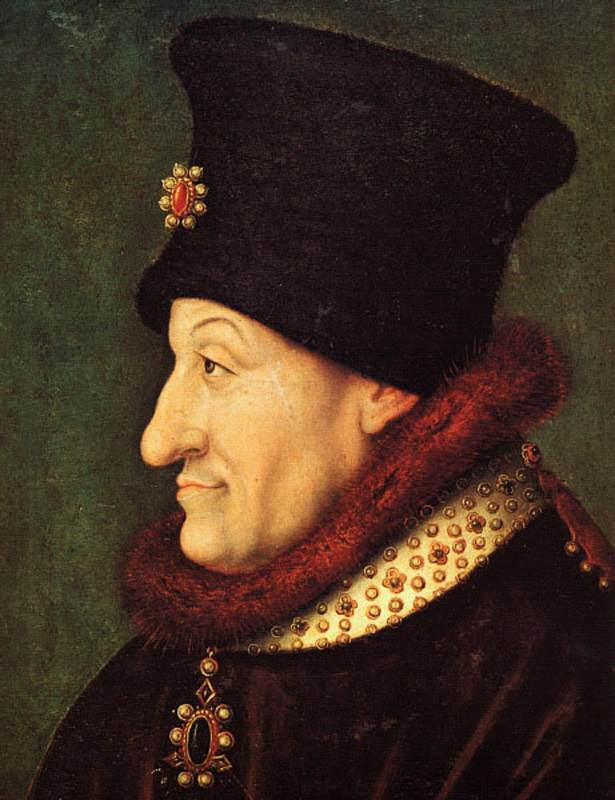
Felipe II de Borgoña, llamado Felipe el Atrevido (1342-1404), hijo del rey Juan II de Francia
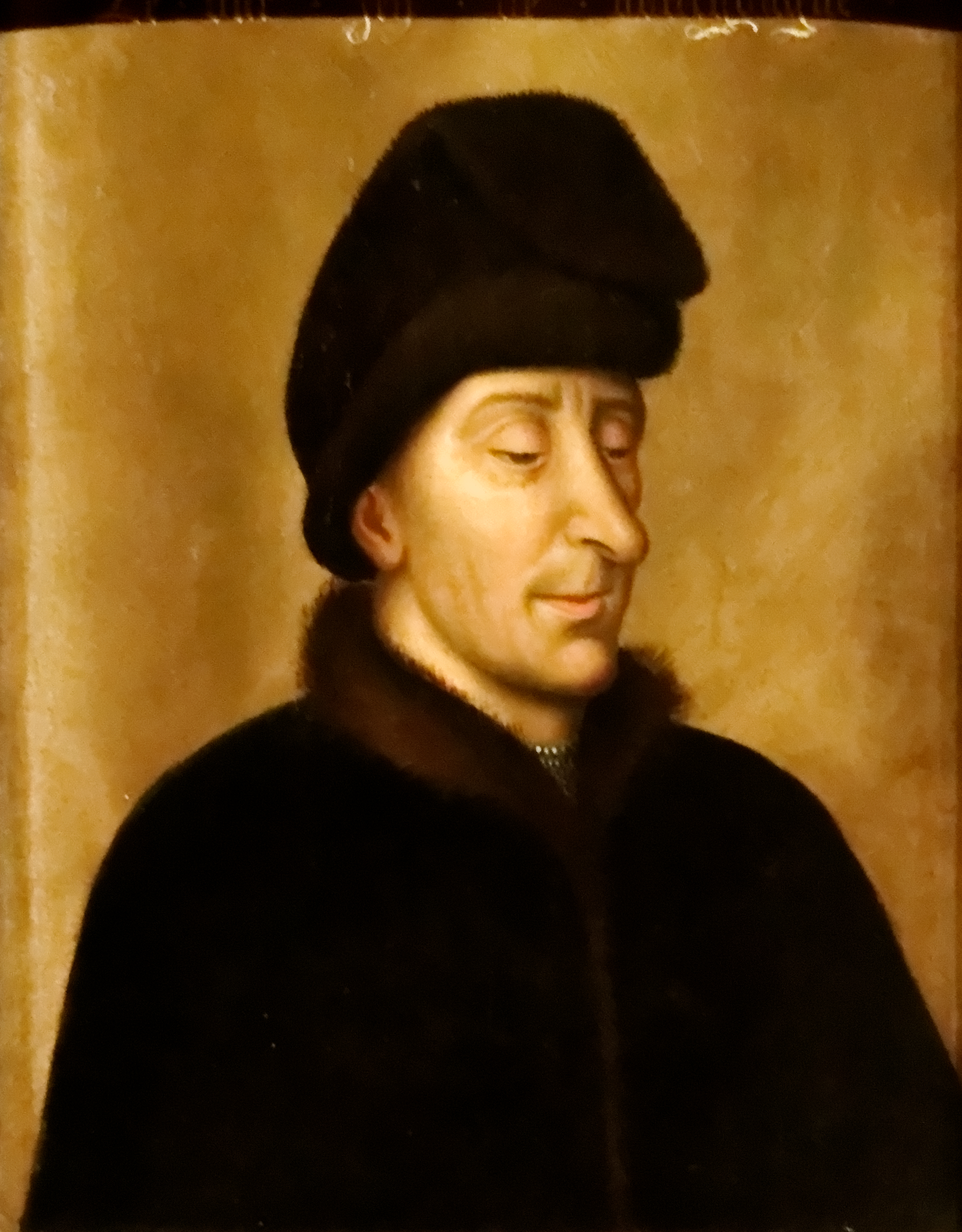
Juan I de Borgoña llamado «Juan sin Miedo» (1371-1419)
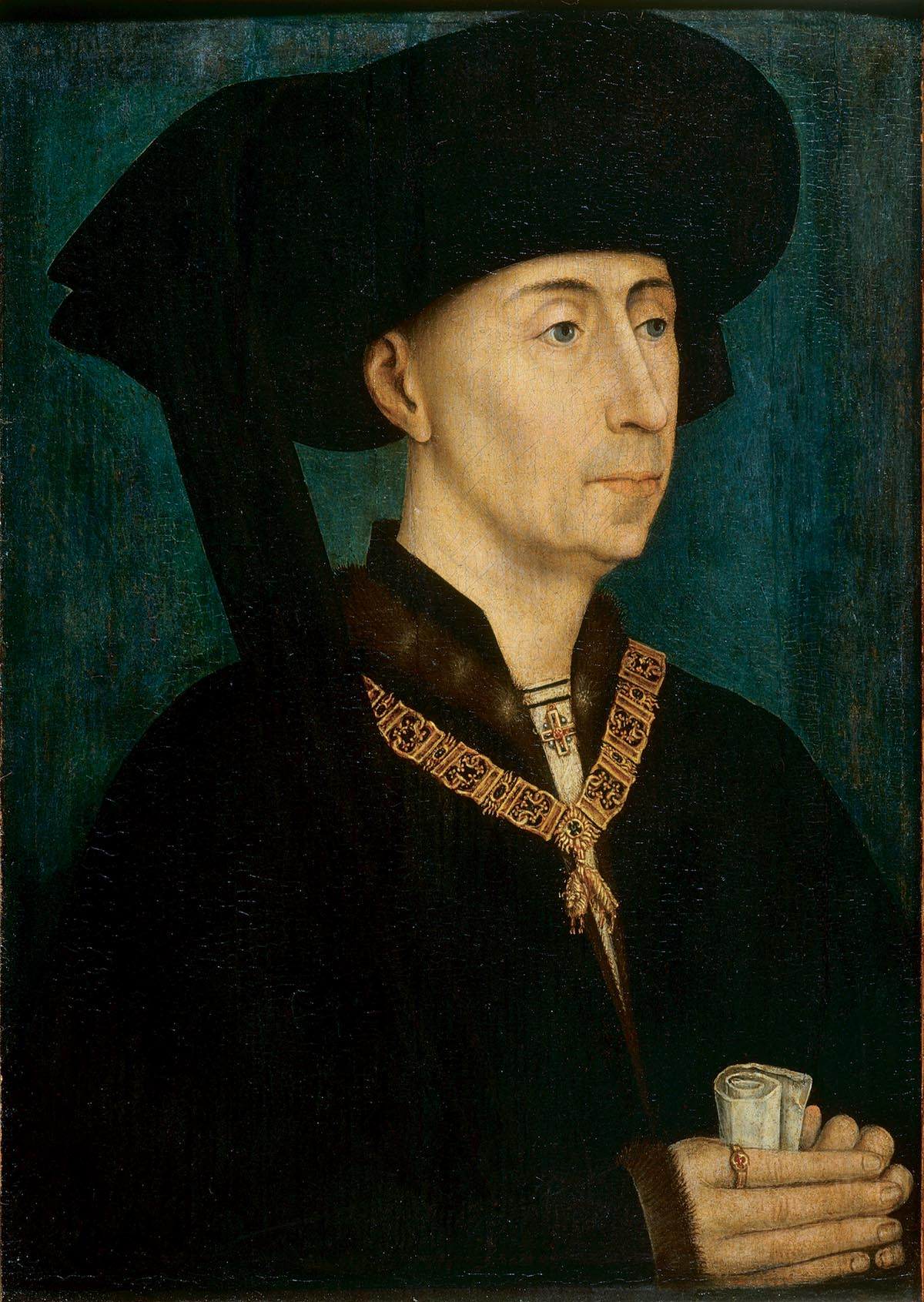
Felipe III de Borgoña, llamado Felipe el Bueno (1396-1467)
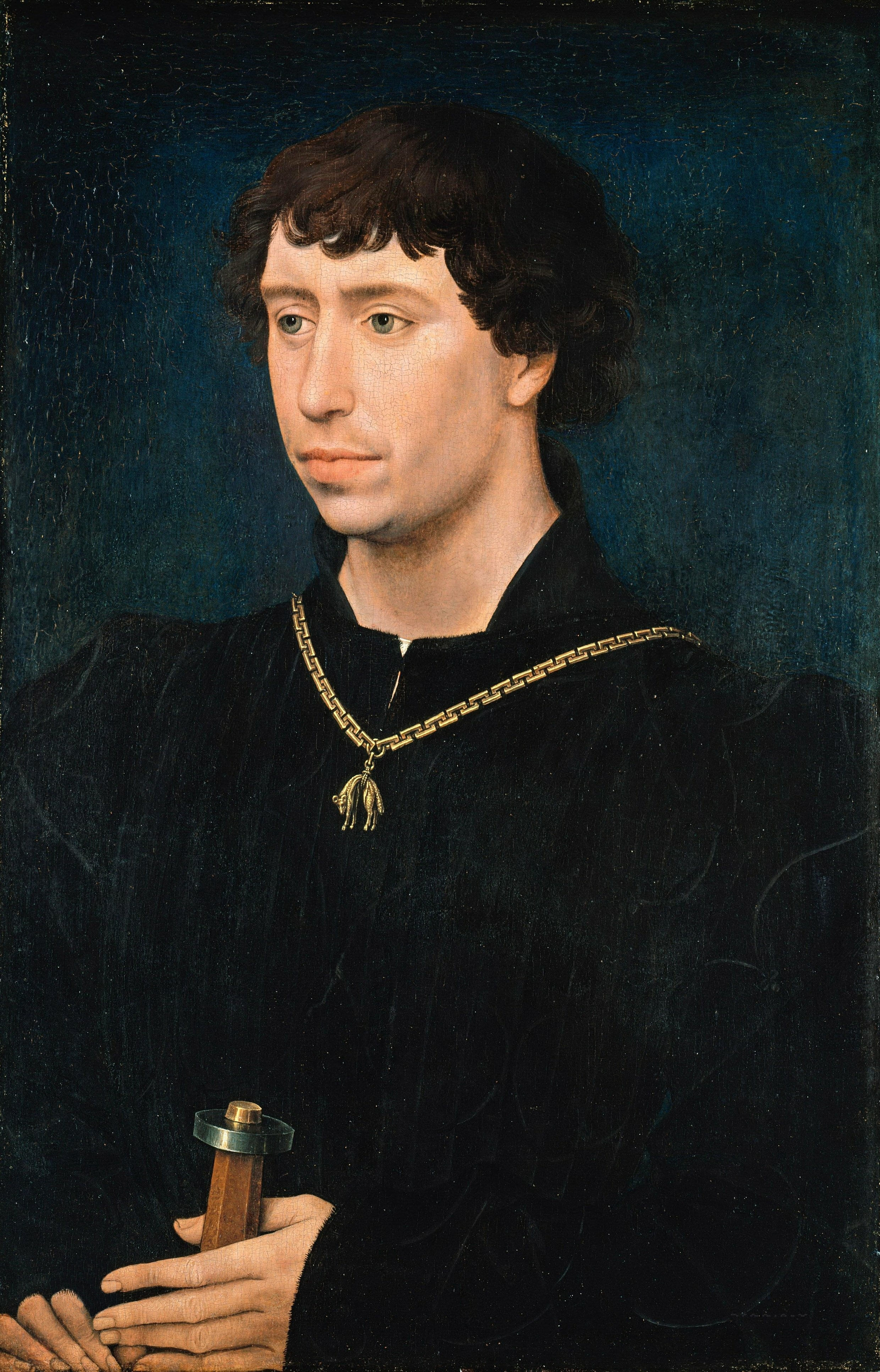
Carlos de Valois-Borgoña llamado Carlos el Temerario (1433-1477)

## El palacio de los estados
Tras la muerte de Carlos el Temerario, el Palacio de los duques se convirtió en Logis du Roi (residencia del rey), con la anexión de la parte francesa del estado borgoñón al dominio real por el rey Luis XI aprobada por el Tratado de Arras, el 23 de diciembre de 1482. El palacio sirvió de residencia de los gobernadores de la provincia, y la mayoría de los reyes de Francia se alojaron en él durante sus visitas a Borgoña. Recibió desde 1679 a los estados de Borgoña.

### Gobernadores de Borgoña
Después de 1477, los reyes de Francia nombraron gobernadores para gobernar Borgoña. A veces fueron personalmente a Dijon, donde el palacio se convirtió en residencia real para recibirlos mientras permanecían en la provincia de Borgoña.

Gobernadores de Borgoña
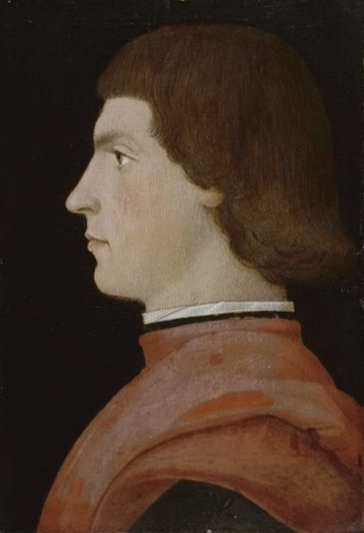
Luis de la Trémoïlle (1460–1525)
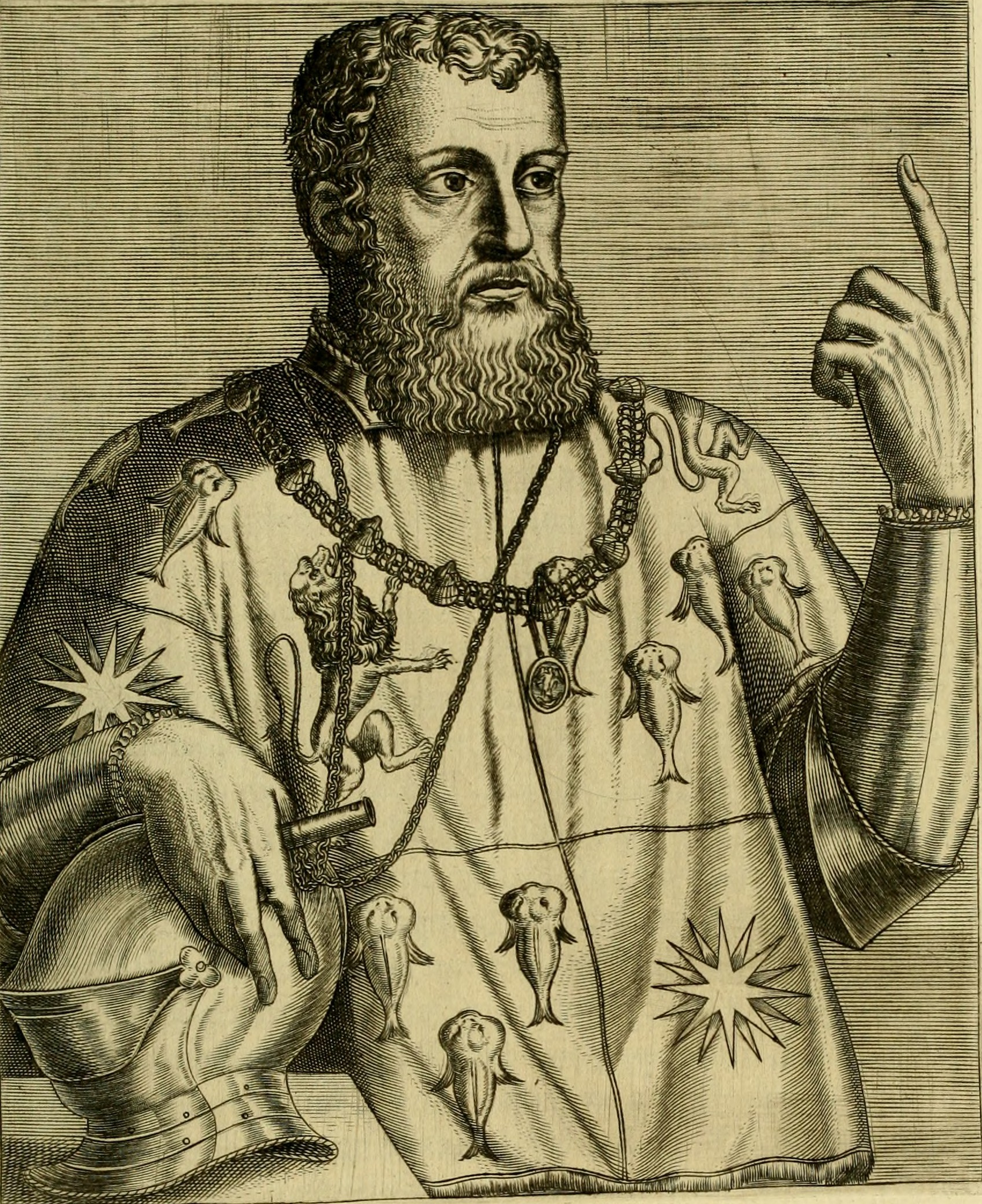
Felipe de Chabot (1492–1543)
Antonio de Lorena (1489–1544)
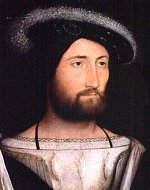
Claudio de Lorena (1496–1550)
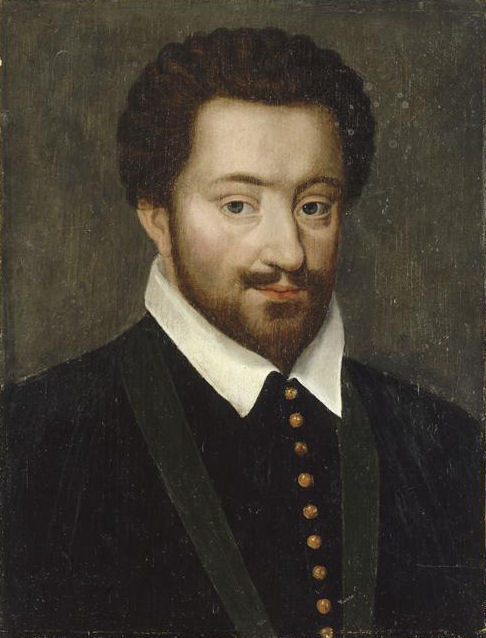
Carlos, duque de Mayena (1554–1611)

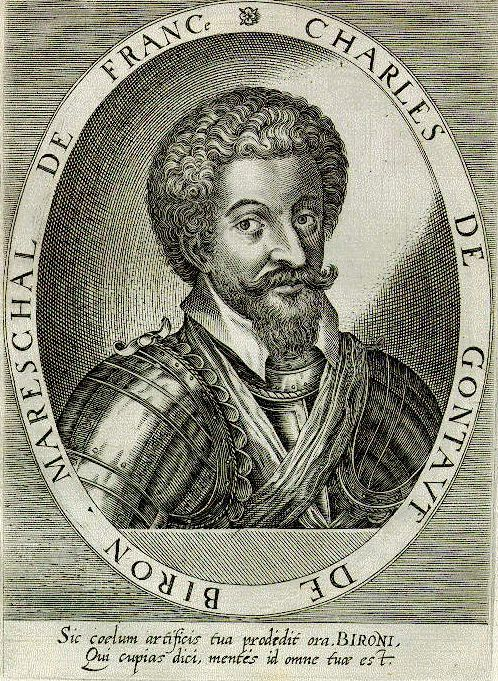
Carlos de Gontaut, duque de Biron (1562–1602)
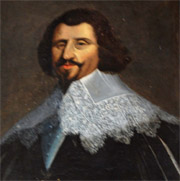
Roger de Saint-Lary de Termes, duque de Bellegarde (1562–1646)
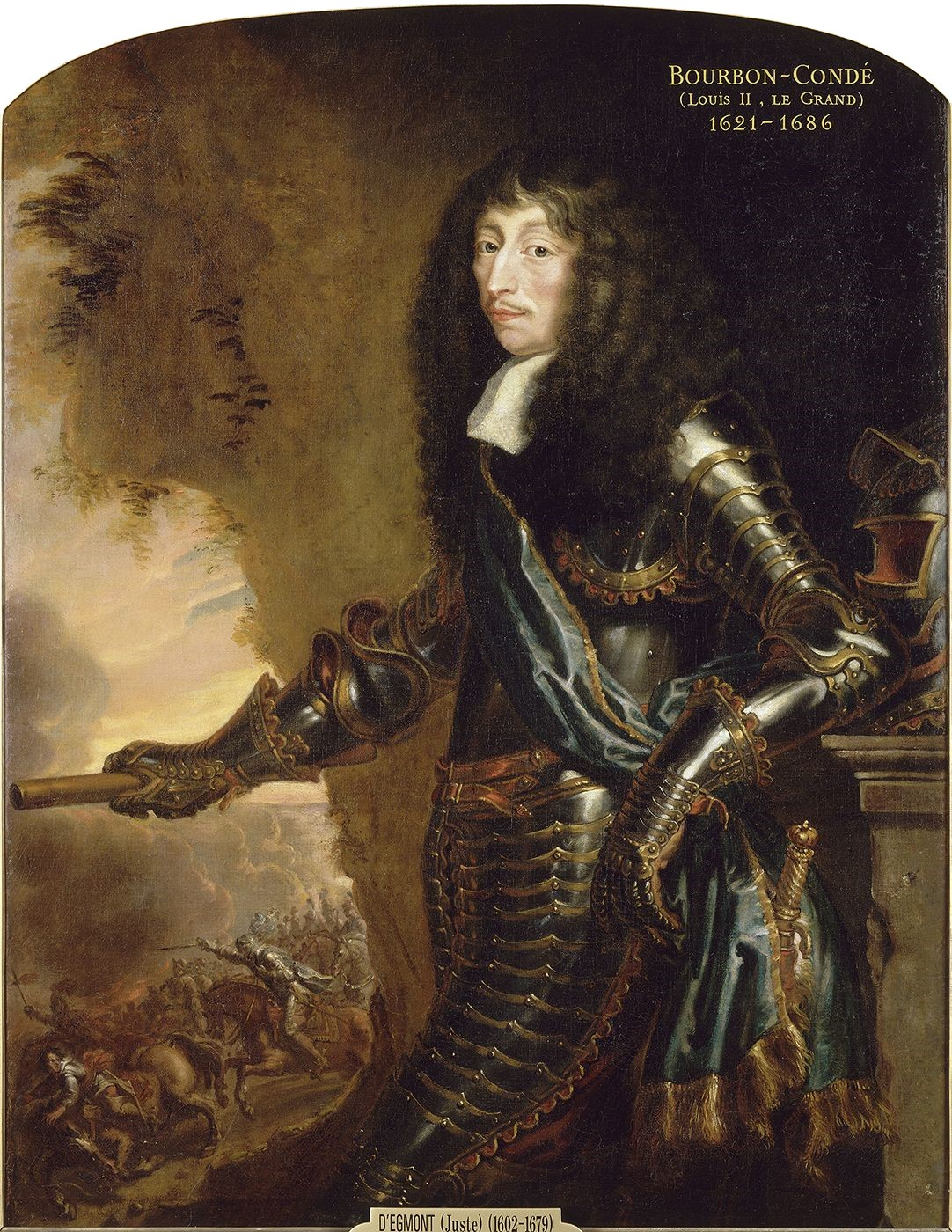
El Gran Condé (1621–1686)
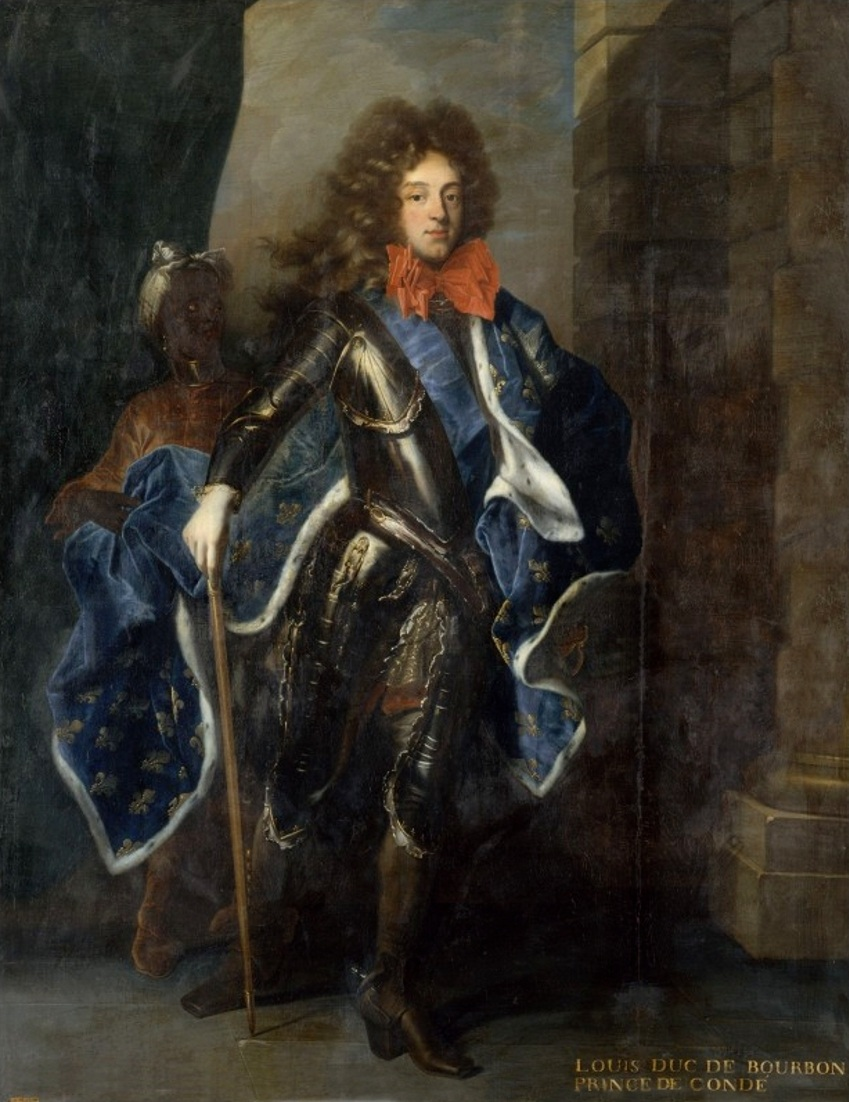
Luis de Borbón Condé (1692–1740)
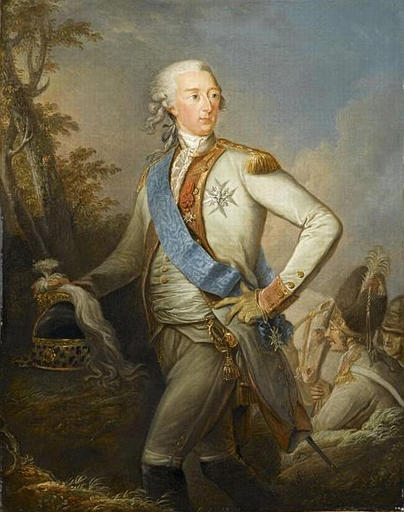
Luis José de Borbón-Condé (1736–1818)

### El exterior del palacio

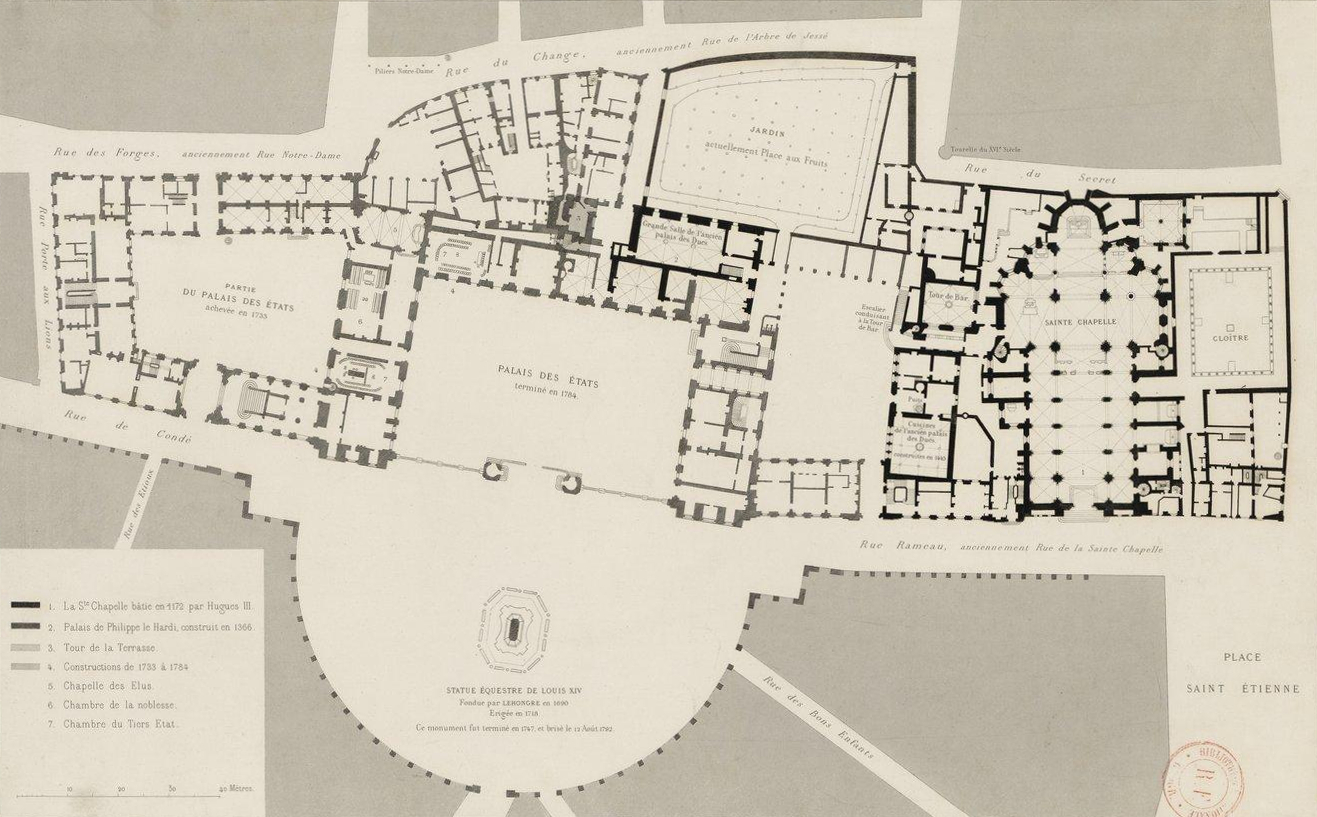
Planta del palacio de los duques de Bourgogne

El palacio está organizado en torno a tres patios: el patio de honor en el centro, que se abre a la plaza de la Liberación, y después, respectivamente, las alas izquierda y derecha del patio de Flora (la cour de Flore, 1773-1780)  y el patio de Bar (la cour de Bar, 1365-1370).

### El interior del palacio

#### Sala de los Estados (1682-1689) después (1894-1896)

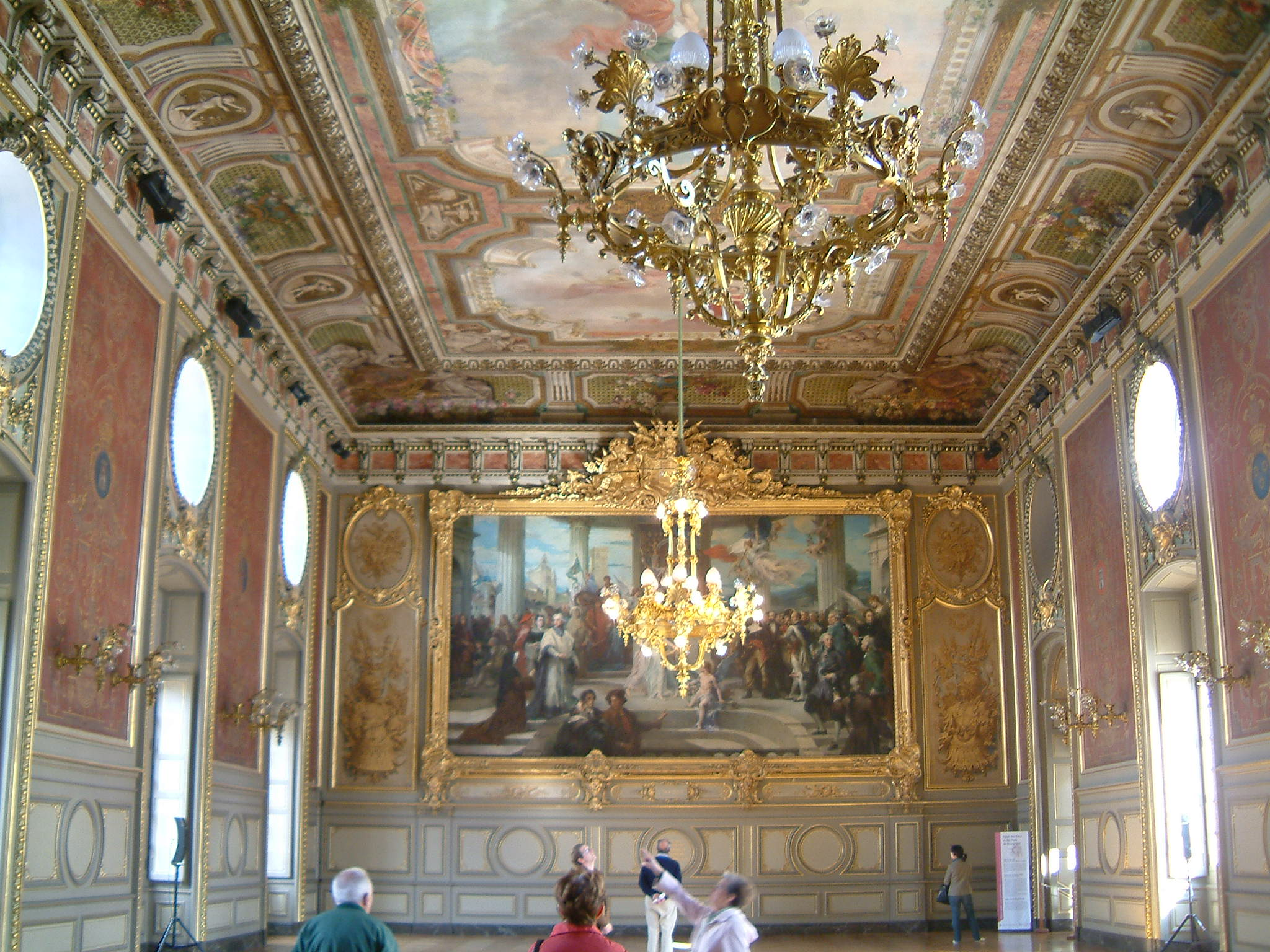
La sala de los Estados

En el siglo XVII y el siglo XVIII, la residencia de los duques y el palacio de los estados fueron objeto de una significativa  reestructuración en estilo clásico al tiempo que se conservaron las bases góticas originales abordada por el primer arquitecto de Luis XIV, Jules Hardouin-Mansart. Intervino en Dijon desde 1685 y reestructuró el palacio, delante del cual creó una plaza Real con un hemiciclo de arcadas que servía como escenario para la estatua de Luis XIV instalada en 1725 y destruida durante la Revolución francesa.
Al final del siglo XIX, Henri-Léopold Lévy  pintó una gran tela, 'Étude pour les gloires de la Bourgogne [Estudio para las glorias de la Borgoña] que orna un panel de  la sala de los estados.

#### Sala de Flora (1786)

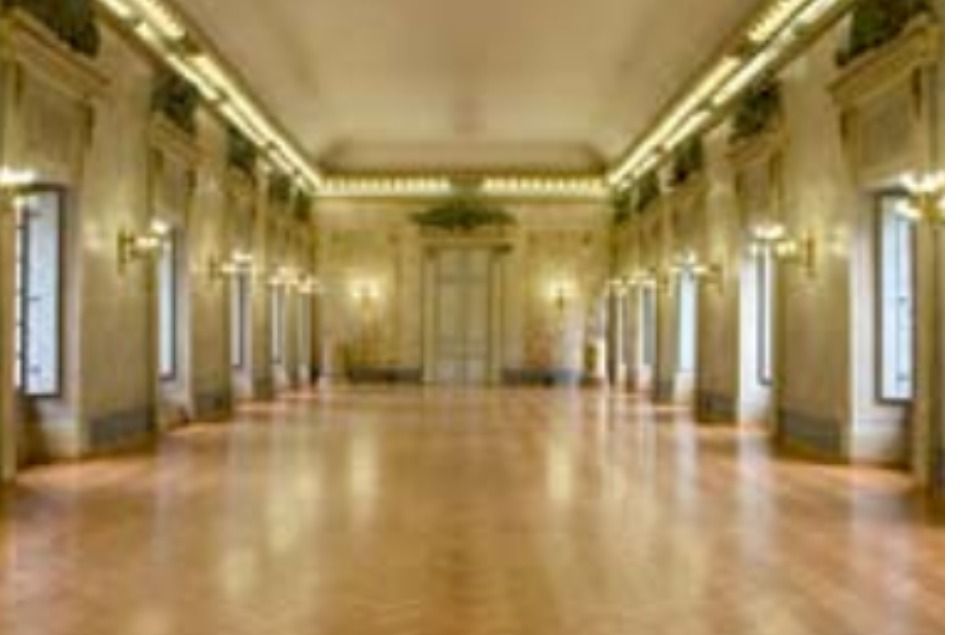
Sala de Flora

Inicialmente, era la sala de festines del palacio de los estados, sucediendo así a la actual sala de las tumbas ('salle des tombeaux'). Esta sala, cuya decoración evoca las batallas de los Príncipes de Condé, sirvió luego como sala de fiestas. A continuación, albergó la escuela de bellas artes que se instalará más tarde en 1784 en el ala izquierda del palacio de los duques. Fue proclamada sala de Flora desde 1786. El ayuntamiento se trasladó allí en 1831, y la sala de Flora pertenece hoy por tanto al Ayuntamiento. Situada en la parte occidental del palacio, se abre al patio de Flora y sirve de sala del consejo, de sala de conciertos o de recepción y para muchos otros eventos.

#### Escalera Gabriel (1731-1738)

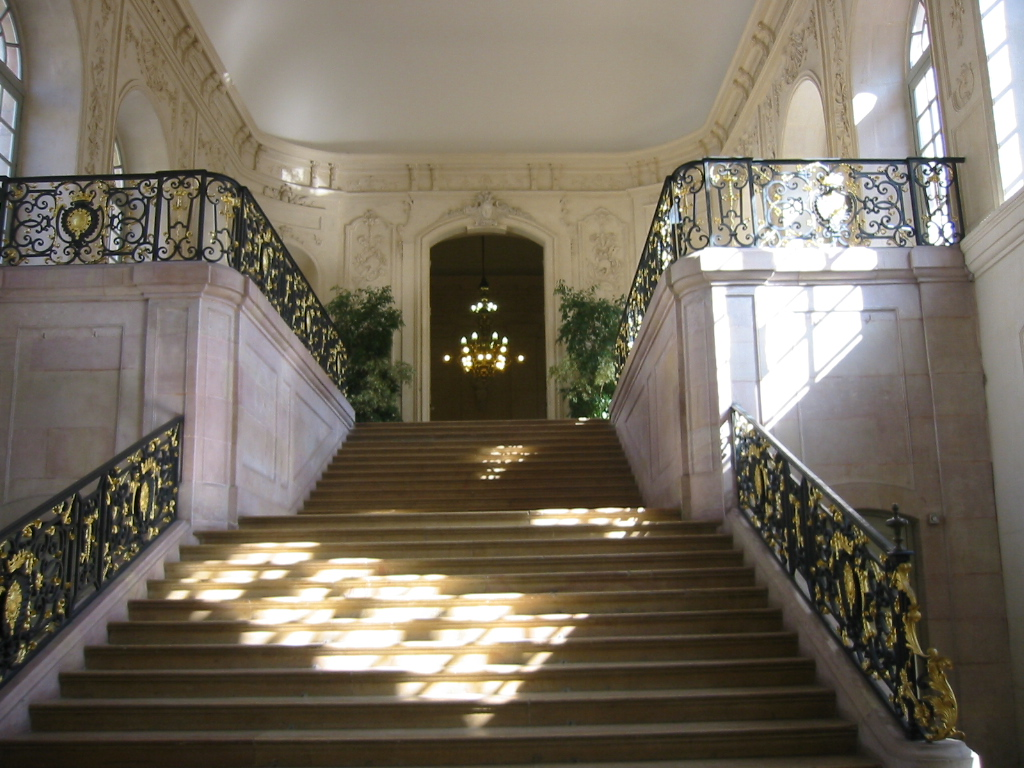
La escalera Gabriel

En 1730, los estados decidieron construir una gran escalera para una entrada ceremonial en su sala y al mismo tiempo un lugar de archivado. Fue realizada por el primer arquitecto del rey, Jacques Gabriel, en 1737. Su estructura comprende dos tramos de escaleras anchas enmarcados por galerías que son, de hecho, las salas de los archivos de la ciudad. Las rampas llevan el lema de Luis XIV: Nec pluribus impar.

#### Capilla de los Elegidos (1738-1743)

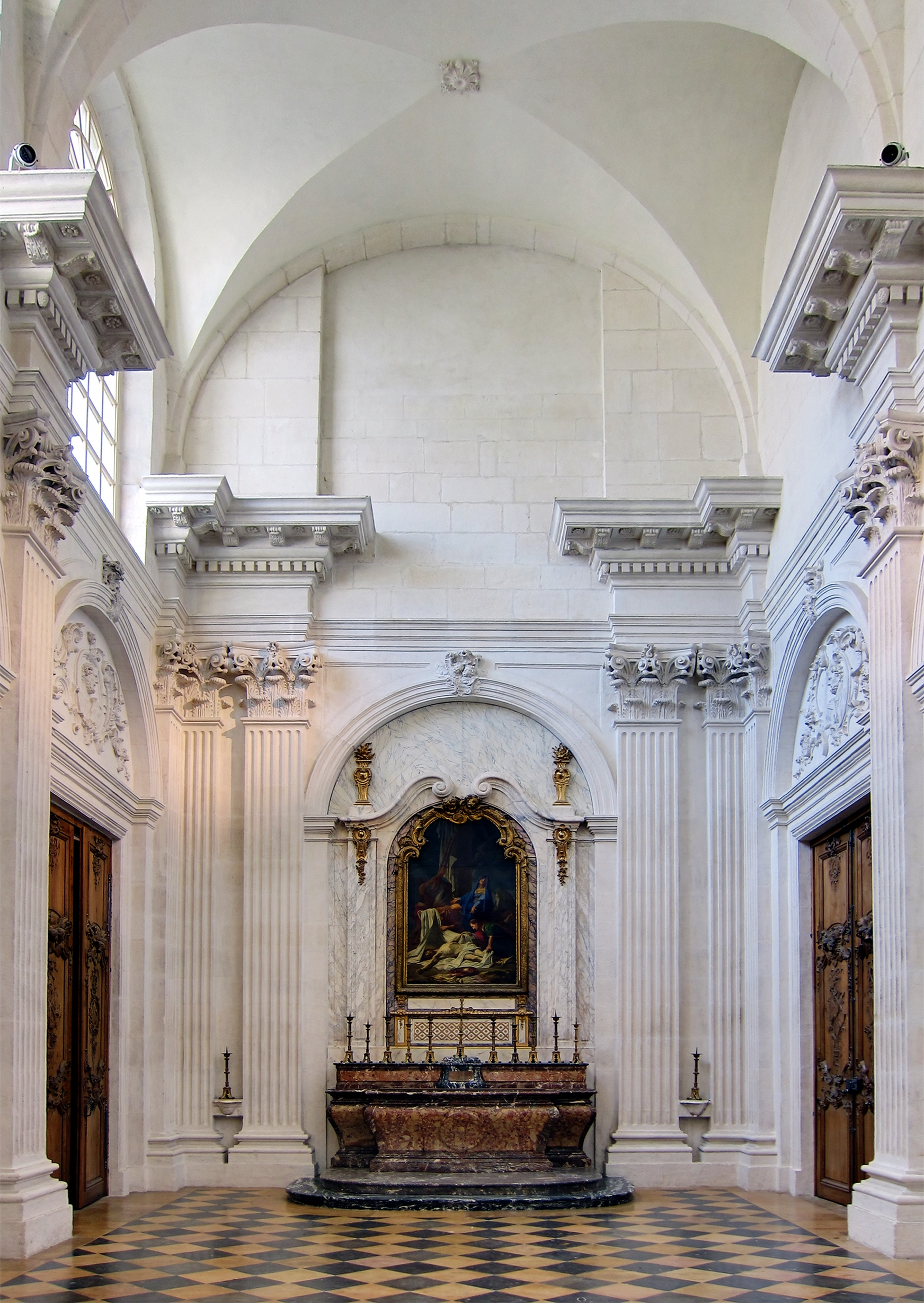
La Capilla de los Elegidos

La capilla de los Elegidos (en francés: Chapelle des Élus) fue construida en estilo rococó entre 1738 y 1739 durante el reinado de Luis XV. Es obra de  Jacques Gabriel, arquitecto del rey, que modificó la capilla original diseñada por Pierre le Mousseux.  Fue terminada en 1943.

## La plaza real

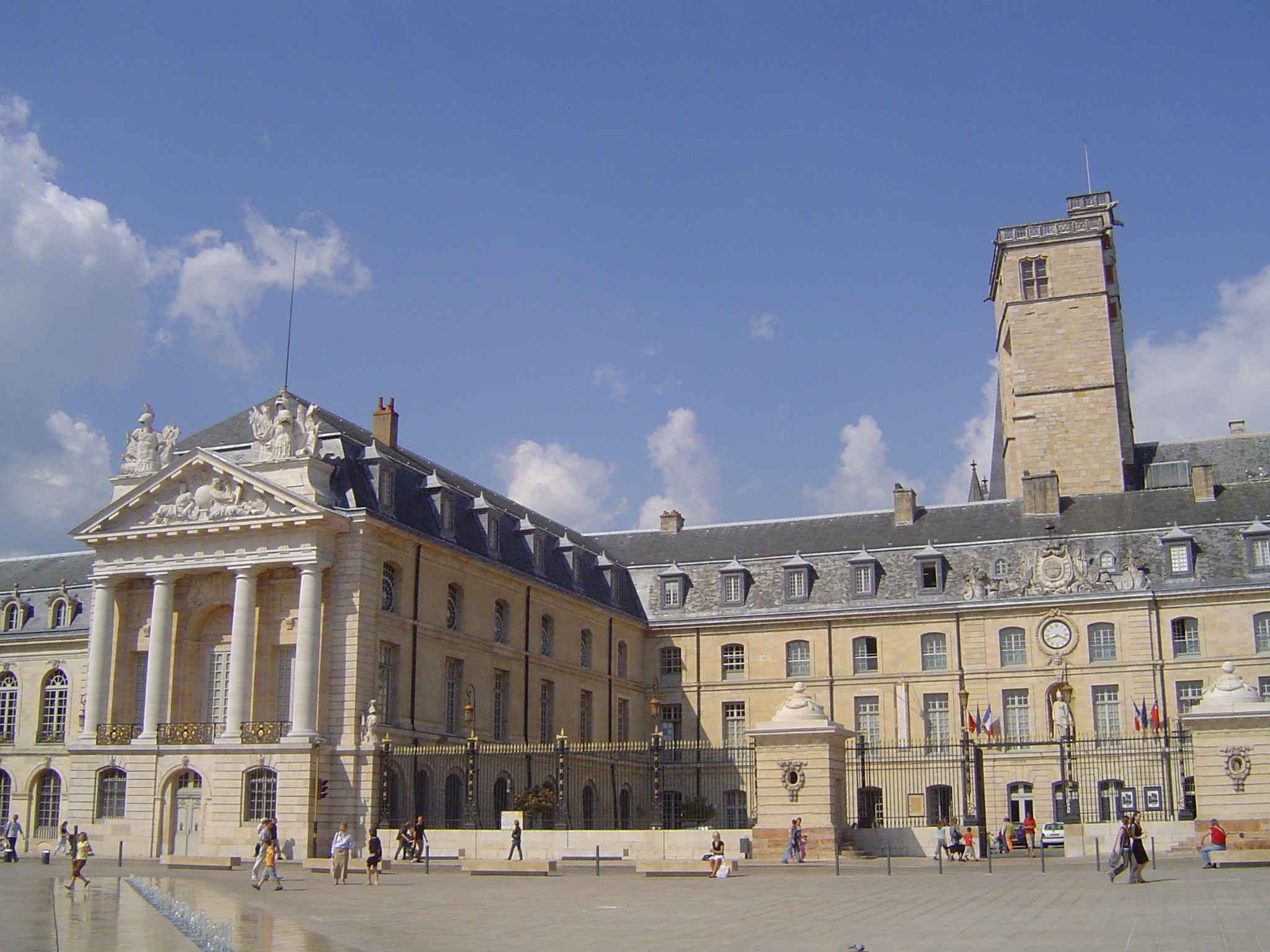
L'aile sur la rue Condé, Daniel Gittard después Jules Hardouin-Mansart (1682-1689)

Había allí hasta 1681 una simple plazita, la plaza Saint-Christophe, donde convergían estrechas callejuelas. Los edificios fueron demolidos entre 1686 y 1692 y en su localización el arquitecto Jules Hardouin-Mansart, asistido por de Noinville, concibió el hemiciclo de la plaza real en 1685. La plaza se llevó a cabo como un  fondo arquitectónico para resaltar una estatua ecuestre de bronce de Luis XIV. La estatua fue encargada por los estados el 18 de mayo de 1686, al escultor parisino Étienne Le Hongre, sculpteur ordinaire des bâtiments du Roi (escultor ordinario de los edificios del Rey). Tenía que hacer en cinco años «une figure du roi en métal...mise sur un cheval, le tout suivant le dessin qui en sera donné par Monsieur Mansart»  (una figura del rey en metal... puesto sobre un caballo, todo siguiendo el diseño que le será entregado por el Sr. Mansart)  por la suma de 90 000 libras. La estatua del rey y el caballo se terminaron dentro del tiempo requerido. Después de muchas vicisitudes, la estatua fue inaugurada el 15 de abril de 1725.

## El palacio en la Revolución: nacimiento del museo
El decreto aprobado por la Asamblea Nacional Constituyente el 9 de diciembre de 1789, dividió Francia en 83 departamentos. La provincia de Borgoña fue suprimida el 4 de marzo de 1790 y su territorio fue dividido entre los cuatro departamentos de Côte-d'Or, de Saône-et-Loire, de Ain y de Yonne. El decreto del 10 de julio de 1790 abolió los Estados. El palacio fue rebautizado por los revolucionarios como Maison nationale (Cámara Nacional) y albergó el tribunal revolucionario y las oficinas administrativas del departamento de Côte d'Or. La estatua ecuestre de Luis XIV fue destrozada el 15 de agosto de 1792 y el bronce enviado a la fundición de  cañones de Creusot, y la plaza real fue rebautizada como plaza de Armas. Bajo el Primer Imperio, el palacio fue compartido entre la sexta cohorte de la Legión de Honor, la senatorial de Dijon y el Tribunal de Apelación.

#### El telégrafo Chappe
El telégrafo Chappe se instaló en la torre de Felipe el Bueno que se convirtió en la estación número 36 de la línea París-Lyon, después Dijon-Besancon. Se perforó una lucerna en el sexto piso para instalar los mecanismos de un "telégrafo de dial" (télégraphe à cadran), como un reloj dispuesto sobre el muro repintado de blanco, de 1835 a 1852. Los directores del telégrafo se alojaron en destacadas habitaciones en el segundo piso del ayuntamiento.

#### Ayuntamiento de Dijon
En 1809, la parte del palacio asignada a la sexta cohorte fue cedida a la ciudad de Dijon, por decreto imperial, que luego adquirió el resto de los edificios en 1831 para instalar el ayuntamiento.

#### Escuela de dibujo de François Devosge
François Devosge (1732-1811) emprendió en 1765 la creación de una escuela gratuita y pública para dibujar en Dijon, proyecto que ocupará el resto de su vida. La escuela fue desde el principio accesible a todos los medios, lo que fue su originalidad y su éxito. Devosge anunció la apertura oficial de la escuela en un aviso público de 24 de marzo de 1767, precisando que «los estudiantes de todas las edades recibiran allí lecciones de las diversas partes del dibujo, tanto para la figura como para el ornamento». En 1787 se abrió un museo reservado a los estudiantes  y luego al público después de la Revolución, el 7 de agosto de 1799.

#### Museo de Bellas Artes
El museo de Dijon nació a partir de la Escuela de dibujo y del culto de las bellas artes.

#### Tumbas de Felipe el Atrevido y Juan sin Miedo
La instalación de dos tumbas en el Sala de los Guardias en 1827 y la apertura de la sala dedicada a la Edad Media, el museo se inscribe después en la historia y la identidad de Borgoña, para destacar el estatus de capital regional para Dijon.

## El palacio hoy
Renovado entre 2008 y 2012, se realizaron obras de transformación y ampliación del Museo en el interior del palacio. Con cerca de 150 000 visitantes al año, y casi 5000 m2 de libre acceso, el palacio se abrió al público con nuevos espacios museísticos y comodidades contemporáneas.
El palacio acoge actualmente:
- Ayuntamiento de Dijon
- Museo de Bellas Artes de Dijon
- Escuela de Bellas Artes
- Archivos municipales
- Oficina de turismo

### Sucesos que marcaron la historia del Palacio
- Recepción del rey  Carlos VI, en el Palacio  por Felipe el Atrevido, desde el 13 al 17 de febrero de 1390.
- Partida desde Dijon de la dúltima cruzada, comandada por el hijo mayor del duque Jean de Nevers para liberar Constantinopla, el 30 de abril de 1396.
- Incendio de 1417
- Incendio del 17 de febrero de 1503
- Anexión del ducado de Borgoña por Luis XI a la muerte de Carlos el Temerario por el tratado de Arras  en 1482
- Asedio de Dijon, defendido por el gobernador Louis de la Trémoïlle contra los ejércitos suizos, alemanes y francos-condados, desde el 8 al 13 de septiembre de 1513
- Ceremonia para la inauguración del salón de los Estados el 23 de junio de 1700.

### Obras de arte
- La Tombeau de Philippe le Hardi (1411)

## Galería de imágenes

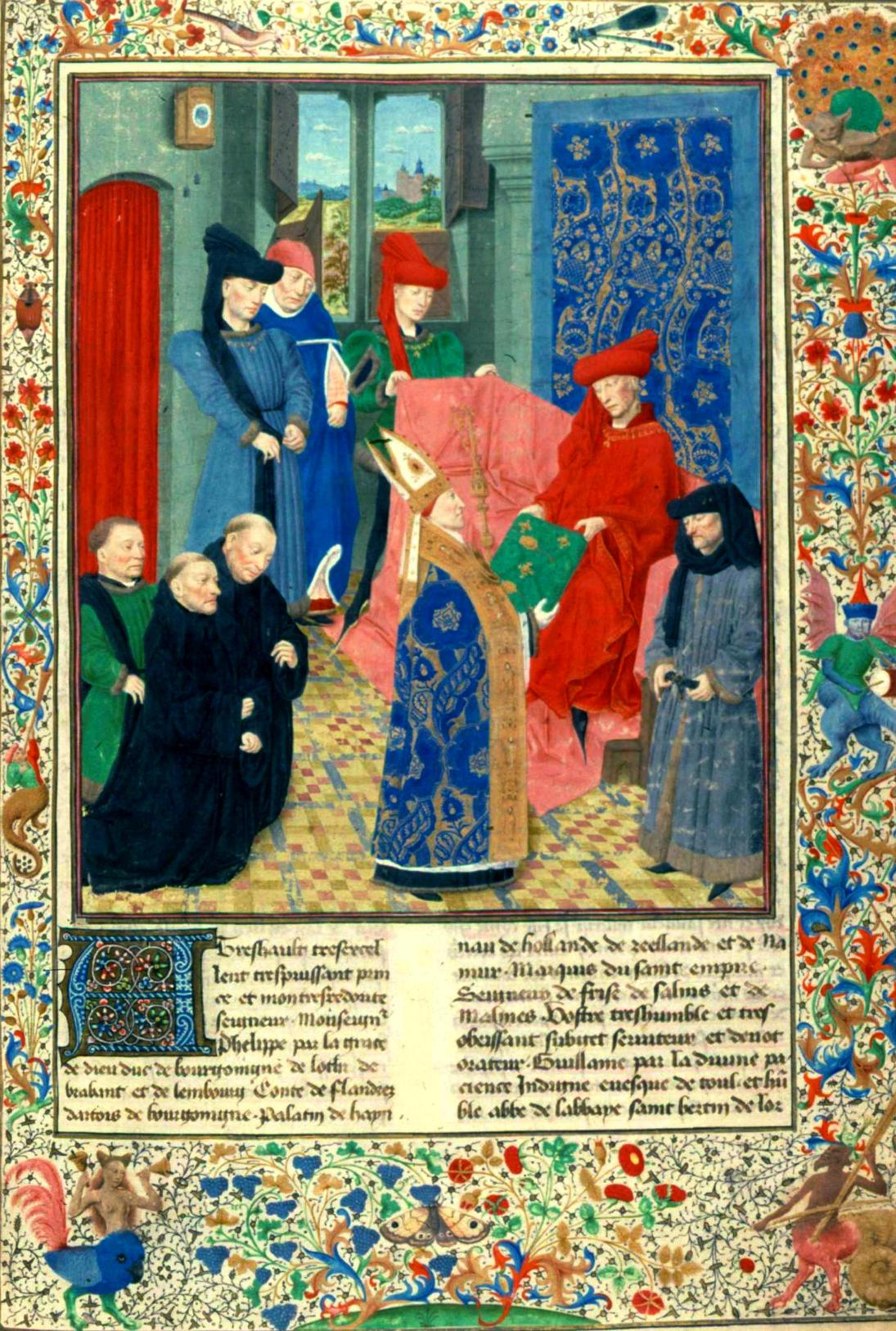
Philippe le Bon, le chancelier Rolin et le futur Charles le Téméraire reçoivent de Guillaume Fillastre le manuscrit des Grandes Chroniques de France
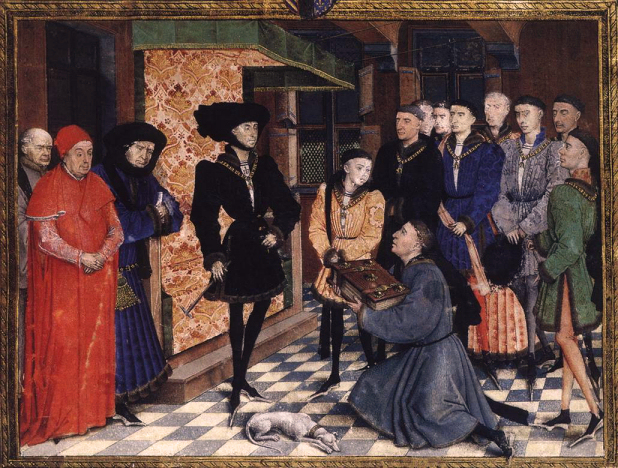
Le duc de Bourgogne Philippe le Bon et son fils Charles reçoivent l'hommage de l'auteur des Chroniques du Hainault (1447).
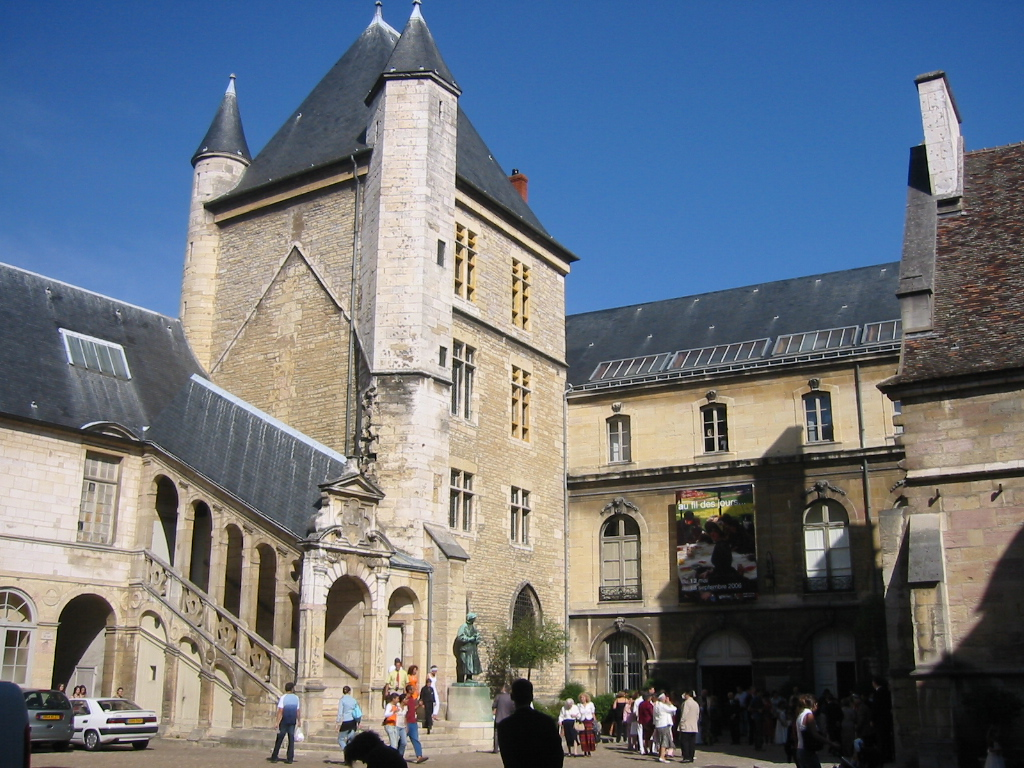
La cour de Bar (1365-1370)
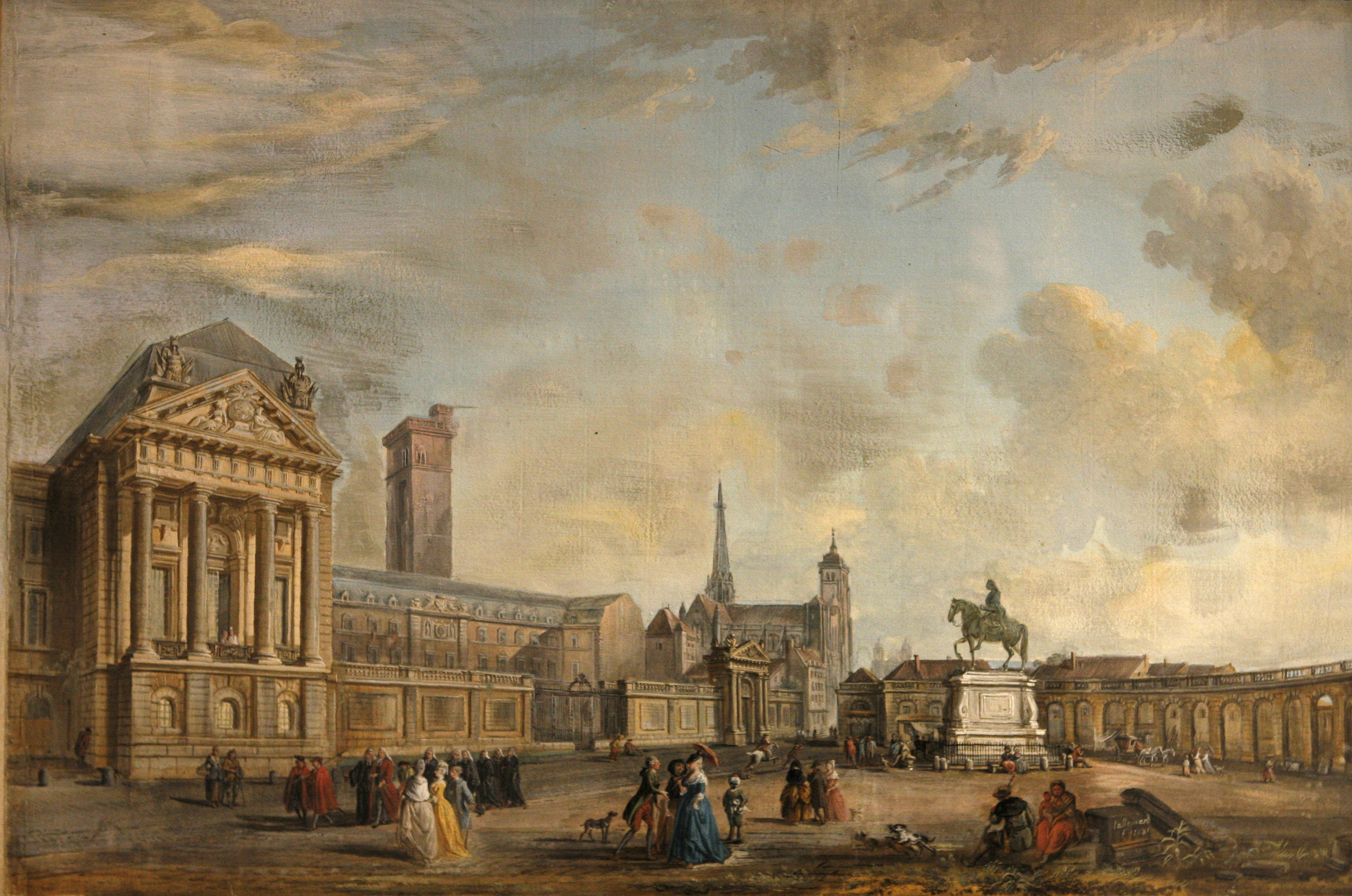
La Place Royale de Dijon en 1781, Jean-Baptiste Lallemand (1781)